# Shintaro Shimizu
Shintaro Shimizu (清水 慎太郎 Shimizu Shintaro?), född 23 augusti 1992 i Saitama prefektur, är en japansk fotbollsspelare som spelar för thailändska Nakhon Ratchasima.

## Karriär
Shimizu började sin seniorkarriär 2011 i Omiya Ardija. I augusti 2013 blev han utlånad till Fagiano Okayama. Shimizu gick tillbaka till Omiya Ardija 2015. 2019 blev han utlånad till Mito HollyHock.
Inför säsongen 2020 värvades Shimizu av Fagiano Okayama. Inför säsongen 2021 gick han till FC Ryukyu. I oktober 2021 lämnade Shimizu klubben. Den 1 januari 2022 gick han till thailändska Nakhon Ratchasima.